# Indiopsocus ceterus
Indiopsocus ceterus är en insektsart som beskrevs av Edward L. Mockford 1974. Indiopsocus ceterus ingår i släktet Indiopsocus och familjen storstövsländor. Inga underarter finns listade i Catalogue of Life.